# 明忠院
明忠院（みょうちゅういん）は愛知県名古屋市緑区大高町にある曹洞宗の寺院。山号は孝養山（こうようさん）。本尊は釈迦如来金銅座像。

## 由緒
天正元年（1573年）、山口海老之丞が父母の追善孝養のために大高村の枝郷・中之郷（現在の緑区中屋敷）に創建。当初は孝養山 明忠庵と称しており、広大な寺域に六坊を構える真言宗の寺であった。「大高町誌」では海老之丞の法名「明忠浄光居士」と寺号の関連を指摘している。その後、兵火によって焼失してから長らく打ち捨てられていたが、元和5年（1619年）に海老之丞の子孫ら山口氏によって再興された。この際に春江院の善庵和尚を中興開山に招いて曹洞宗に改宗、その末寺となった。
享保14年（1729年）に現在地に移転。下里知足の日記（元禄8年から12年の条）には明忠院で俳諧が催されたとの記述がある。

### 近代
1894年（明治27年）、堂宮大工の小野田又蔵によって本堂が再建された。
1921年（大正10年）、当時の住職・服部賢準が「子供の家」を設立した。これは農繁期に田畑のそばに放置されている農家の子供たちの世話をするために始めたもので、1948年（昭和23年）4月1日には認可保育園となり、「子供の家保育園」として現在も境内の一角で運営されている。

## 境内
本堂、地蔵堂、毘沙門堂、庫裡、書院、山門、屋内墓地の精霊殿などがあるほか、前述の「子供の家」が置かれた経緯から、それを記念した石碑などが設置されている。
地蔵堂に祀られている「子守地蔵」は山口海老之丞が桶狭間の戦いにも持参した持仏とされ、寺が移転する前には深い信仰を集めたが火災の際に何処かへ飛び去り、その後遊んでいた子供によって見つけられたと伝わることからこの名で呼ばれている。高さ2尺1寸、あるいは3尺とされる立像で、空海作とも伝わるがその作風は室町時代末期のものとされている。
また、毘沙門堂に祀られる毘沙門天立像はかつて朝護孫子寺から勧請されたもので、毎年2月の節分の夜には豆まきの行事が行われて賑わうという。
裏参道に祀られている青峰山観音は青峯山正福寺から勧請されたもので、かつて大高村内の3ヶ所に置かれていたものの1つ。現在では1つは薬師寺に、もう1つは寅新田に置かれている。

## ギャラリー

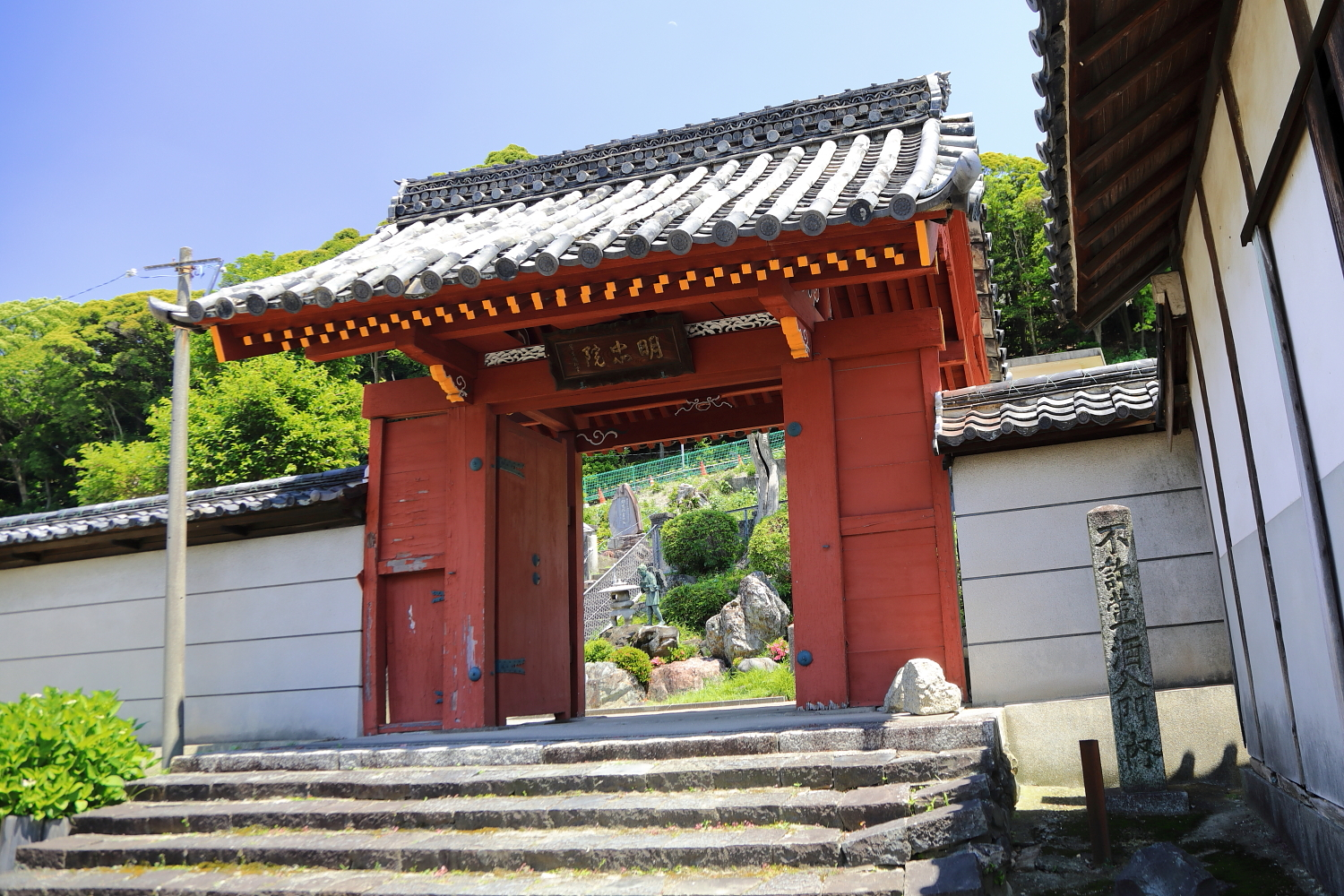
山門
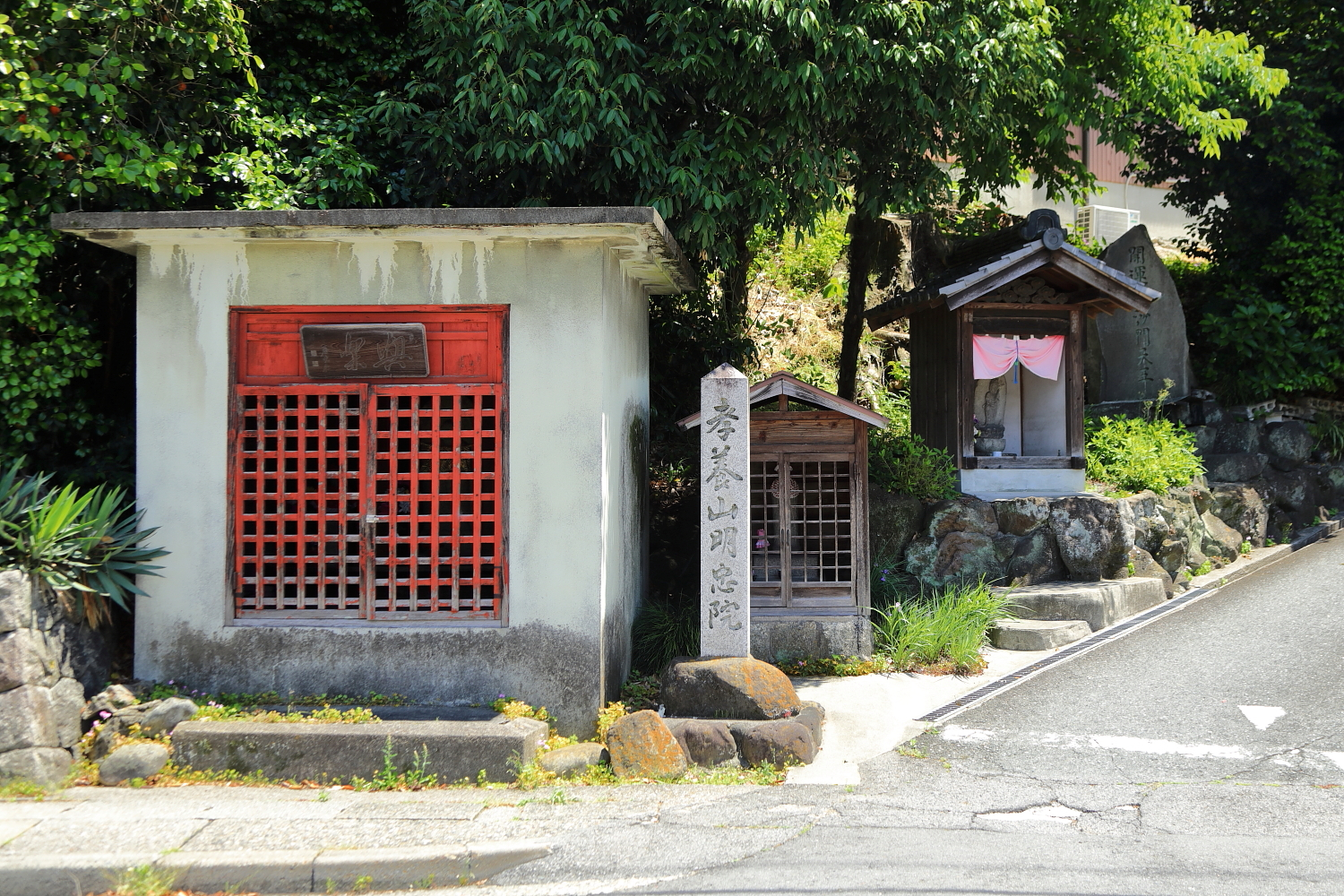
裏参道入口にある観音堂・地蔵堂・毘沙門天堂
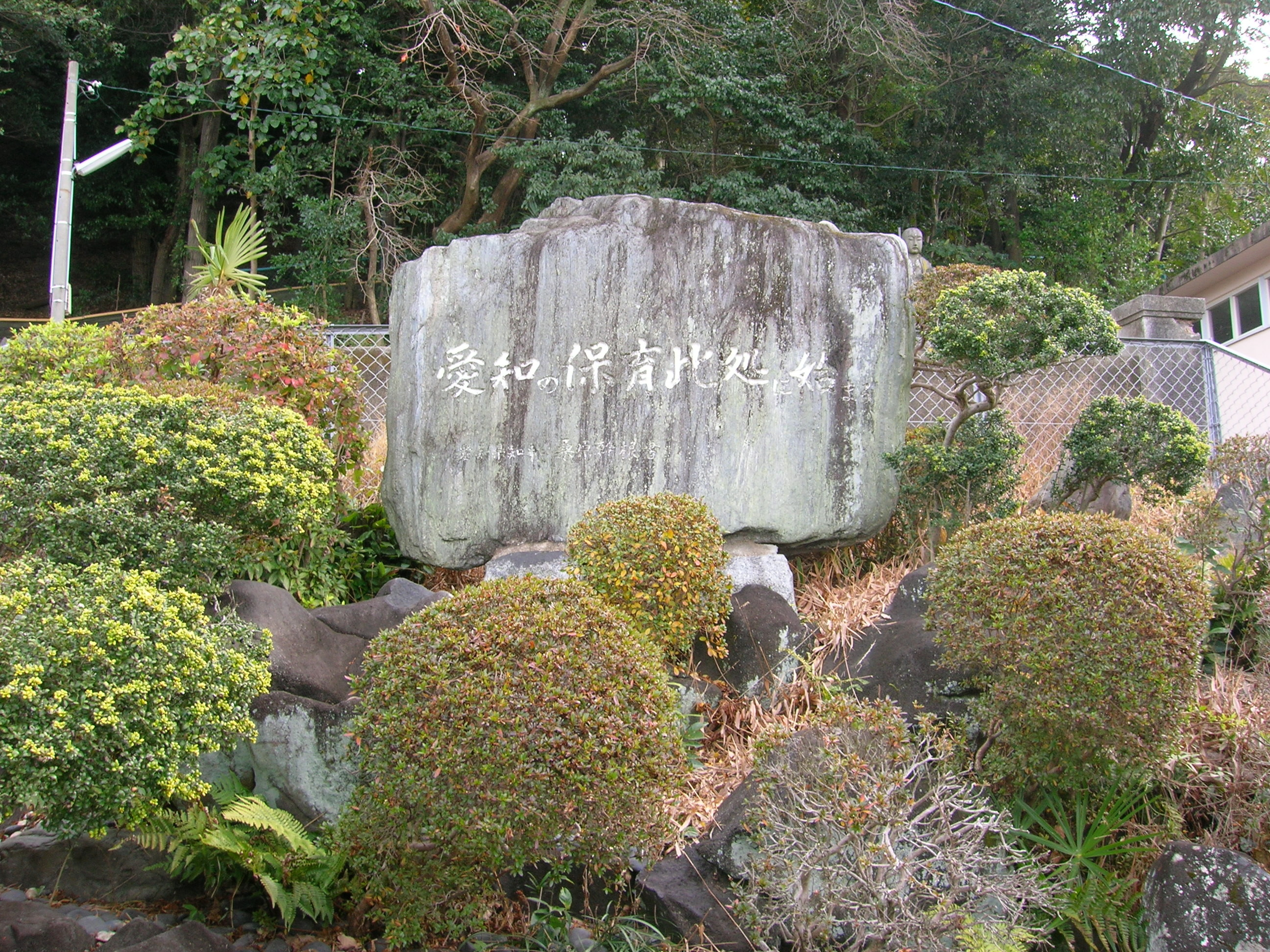
「愛知の保育此処に始まる」碑
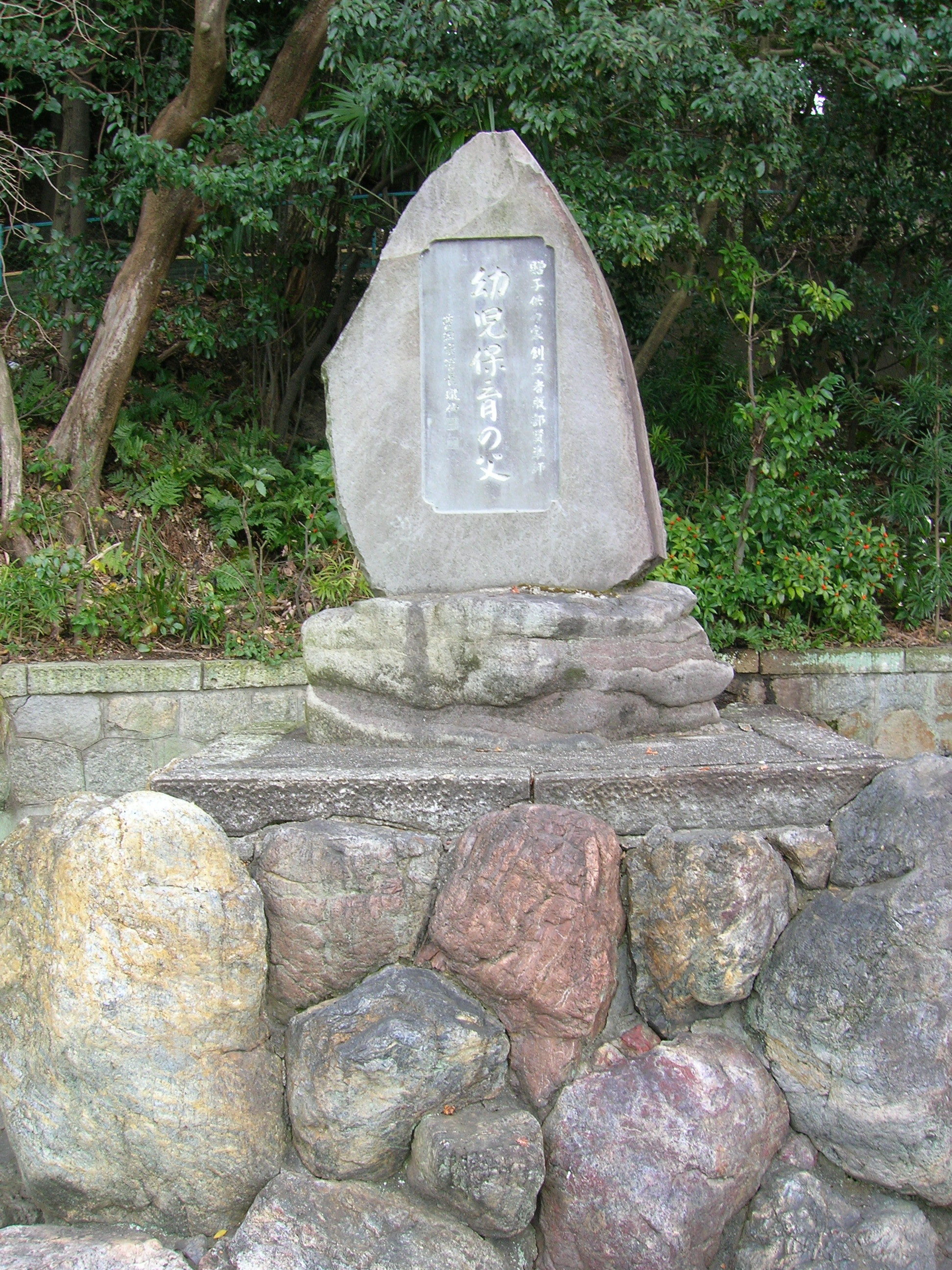
「幼児保育の父」碑